# Pahkavaara
Pahkavaara är en kulle i Finland.   Den ligger i Kittilä i landskapet Lappland, i den norra delen av landet, 800 km norr om huvudstaden Helsingfors. Toppen på Pahkavaara är 231 meter över havet.
Terrängen runt Pahkavaara är huvudsakligen platt.  Trakten runt Pahkavaara är nära nog obefolkad, med mindre än två invånare per kvadratkilometer. Närmaste större samhälle är Kittilä, 4,7 km väster om Pahkavaara. 